# Devil Inside
«Devil Inside» es el vigésimo primer disco sencillo del grupo australiano de rock INXS, el segundo desprendido de su sexto álbum de estudio Kick, y fue publicado en febrero de 1988. La canción fue escrita por Andrew Farriss y Michael Hutchence, y producida por Chris Thomas. Es recordada por su ritmo pegadizo y el susurro de Hutchence al cantarla.
La canción fue más exitosa en los Estados Unidos, llegando al número 2 en el Billboard Hot 100 durante dos semanas. También llegó al puesto 3 en Canadá, el 6 en Australia, 25 en Irlanda, 33 en Alemania y 47 en Reino Unido.
El guitarrista y saxofonista Kirk Pengilly dijo en una entrevista que no le gusta el videoclip de "Devil Inside," porque opina que es "demasiado americano."
El video fue filmado en Balboa, California y dirigido por Joel Schumacher.
La canción fue incluida en la película de 2001 Rock Star.
El 19 de marzo de 2014, HBO lanzó el tráiler final de la cuarta temporada de la exitosa serie de televisión Game of Thrones, con la versión de London Grammar de "Devil Inside".

## Formatos
Formatos del sencillo.
En disco de vinilo de 7"
7 pulgadas. 1988 WEA 7-258084 . 1988 WEA P-2369 
| Lado A |                                 |                                    |          |  |
| N.º    | Título                          | Escritor(es)                       | Duración |  |
| 1.     | «Devil Inside» (Single Version) | Andrew Farriss y Michael Hutchence | 3:55     |  |

| Lado B |                |               |          |  |
| N.º    | Título         | Escritor(es)  | Duración |  |
| 1.     | «On the Rocks» | Kirk Pengilly | 3:20     |  |

7 pulgadas. 1988 Mercury 870145-7  /  /  /  /  /  / . 1988 Atlantic 7-89144  Atlantic 78 91447 
| Lado A |                |                                    |          |  |
| N.º    | Título         | Escritor(es)                       | Duración |  |
| 1.     | «Devil Inside» | Andrew Farriss y Michael Hutchence | 5:11     |  |

| Lado B |                |               |          |  |
| N.º    | Título         | Escritor(es)  | Duración |  |
| 1.     | «On the Rocks» | Kirk Pengilly | 3:20     |  |

En disco de vinilo de 12"
12 pulgadas. 1988 WEA 0-258076 . 1988 Mercury 870 145-1  /  / . 1988 Atlantic 0-86622 
| Lado A |                                 |                                    |          |  |
| N.º    | Título                          | Escritor(es)                       | Duración |  |
| 1.     | «Devil Inside» (Re-Mix Version) | Andrew Farriss y Michael Hutchence | 6:32     |  |

| Lado B |                                 |                                    |          |  |
| N.º    | Título                          | Escritor(es)                       | Duración |  |
| 1.     | «Devil Inside» (Single Version) | Andrew Farriss y Michael Hutchence | 3:55     |  |
| 2.     | «On the Rocks»                  | Kirk Pengilly                      | 3:20     |  |

En Casete
| Casete. 1988 WEA 4-258076 . 1988 Atlantic Records 7 86622-4 |                                 |                                    |          |  |
| N.º                                                         | Título                          | Escritor(es)                       | Duración |  |
| 1.                                                          | «Devil Inside» (Re-Mix Version) | Andrew Farriss y Michael Hutchence | 6:32     |  |
| 2.                                                          | «Devil Inside» (Single Version) | Andrew Farriss y Michael Hutchence | 3:55     |  |
| 3.                                                          | «On the Rocks»                  | Kirk Pengilly                      | 3:20     |  |

Casete. 1988 Atlantic Records 7 89144-4 
| Lado A |                |                                    |          |  |
| N.º    | Título         | Escritor(es)                       | Duración |  |
| 1.     | «Devil Inside» | Andrew Farriss y Michael Hutchence | 5:11     |  |

| Lado B |                |               |          |  |
| N.º    | Título         | Escritor(es)  | Duración |  |
| 1.     | «On the Rocks» | Kirk Pengilly | 3:20     |  |

En CD
| Mini CD 1988 WEA 10SW-33 |                                 |                                    |          |  |
| N.º                      | Título                          | Escritor(es)                       | Duración |  |
| 1.                       | «Devil Inside» (Single Version) | Andrew Farriss y Michael Hutchence | 3:55     |  |
| 2.                       | «On the Rocks»                  | Kirk Pengilly                      | 3:20     |  |

| CD 5" 1988 Mercury Records 870 145-2 |                                 |                                    |          |  |
| N.º                                  | Título                          | Escritor(es)                       | Duración |  |
| 1.                                   | «Devil Inside» (Re-Mix Version) | Andrew Farriss y Michael Hutchence | 6:32     |  |
| 2.                                   | «Devil Inside»                  | Andrew Farriss y Michael Hutchence | 5:11     |  |
| 3.                                   | «On the Rocks»                  | Kirk Pengilly                      | 3:20     |  |
| 4.                                   | «What You Need»                 | Andrew Farriss y Michael Hutchence | 3:34     |  |

## Posicionamiento
| Ranking (1988)                                  | Posición |
| ----------------------------------------------- | -------- |
| Australian Singles                              | 6        |
| French Singles                                  | 20       |
| German Singles                                  | 33       |
| Irish Singles                                   | 25       |
| UK Singles                                      | 47       |
| US Billboard Hot 100                            | 2        |
| US Billboard Hot Mainstream Rock Tracks         | 2        |
| US Billboard Hot Dance Music/Maxi-Singles Sales | 32       |
| US ARC Weekly Top 40                            | 1        |